# Title TK
Albums de The Breeders
Last Splash
(1993) Mountain Battles
(2008)
Title TK est le troisième album des Breeders, sorti en 2002. L'album fut distribué par 4AD au Royaume-Uni et par Elektra Records aux États-Unis. L'album succède, après près de neuf ans, à Last Splash, qui avait rencontré un important succès commercial. Il marque cependant une rupture et un retour du groupe vers un son plus proche de ses racines rock indépendant. Le groupe a d'ailleurs choisi Steve Albini (qui avait déjà enregistré Pod, son premier opus), réputé pour ses productions brutes et sans fioritures, pour enregistrer l'album.
Kim Deal apparaît comme le seul membre fondateur du groupe encore présent sur ce disque. Elle est l'auteur de toutes les chansons, hormis Full On Idle, repris de The Amps, et Forced to Drive, déjà publié en face B du single Climbing the Sun de 1997.

## Titres
| No  | Titre           | Auteur                              | Durée |
| --- | --------------- | ----------------------------------- | ----- |
| 1.  | Little Fury     | Deal, Lopez, Medeles, Presley, Deal | 3:30  |
| 2.  | London song     |                                     | 3:39  |
| 3.  | Off You         |                                     | 4:56  |
| 4.  | The She         |                                     | 4:01  |
| 5.  | Too Alive       |                                     | 2:46  |
| 6.  | Son of Three    |                                     | 2:09  |
| 7.  | Put on a Side   |                                     | 2:59  |
| 8.  | Full on Idle    |                                     | 2:37  |
| 9.  | Sinister Foxx   | Deal, Lopez, Medeles, Presley, Deal | 4:16  |
| 10. | Forced to Drive |                                     | 3:04  |
| 11. | T and T         |                                     | 1:57  |
| 12. | Huffer          |                                     | 2:09  |

L'édition japonaise de l'album inclut deux titres bonus :
| No  | Titre                          | Durée |
| --- | ------------------------------ | ----- |
| 13. | Forced to Drive (Loho Version) | 3:15  |
| 14. | Climbing the Sun               | 3:58  |

Off You, Son of Three et Huffer sont les trois singles tirés de l'album.